# Полуотворене игре (шах)
Под Полуотвореним играма се подразумевају све позиције настале након било ког одговора црног на 1. е4, осим позиције настале након 1. ...е5.

## Варијанте
Полуотворене игре се деле на много огранака и варијанти. Најпознатије варијанте су:
- Француска одбрана
- Каро-кан
- Пирчева одбрана
- Аљехинова одбрана
- Модерна одбрана
- Овенова одбрана
- Скандинавска одбрана
- Нимцовичева одбрана
- Сицилијанска одбрана